# Dénes Mercédesz
Dénes Mercédesz (Budapest, 1994. március 14. –) magyar szabadfogású női birkózó. A 2018-as birkózó-világbajnokságon a selejtezőben mérkőzött az 53 kg-os súlycsoportban, szabadfogásban. Az Érdi Spartacus sportolója. 2010-ben, 2012-ben, 2013-ban, 2014-ben, 2015-ben és 2016-ban aranyérmet szerzett az országos birkózó bajnokságon.

## Sportpályafutása
Pályafutását az Érdi Spartacusnál kezdte.
A 2010-es országos bajnokságon 51 kg-ban aranyérmet nyert az Érdi Spartacus sportolójaként. A 2012-es országos birkózó bajnokságon aranyérmet nyert 48 kg-ban az Érdi Spartacus sportolójaként.
A 2013-as országos birkózó bajnokságon aranyérmes lett 51 kg-os súlycsoportban az Érdi Spartacus sportolójaként.
A 2014-es, 2015-ös és a 2016-os országos birkózó bajnokságokon 53 kg-os súlycsoportban aranyérmet nyert az Érdi Spartacus sportolójaként.
A 2017-es egyetemi és főiskolai országos bajnokságon női 55 kg-os súlycsoportban aranyérmet szerzett.
A 2018-as birkózó Európa-bajnokságon ötödik helyezést ért el.
A 2018-as birkózó-világbajnokságon a selejtezők során a venezuelai Betzabeth Angelica Arguello Villegas volt az ellenfele. A mérkőzés eredménye 11–0 a venezuelai javára.
A 2019-es nur-szultani világbajnokságon az 53 kilogrammosok mezőnyében az első körben még legyőzte ellenfelét, majd a második fordulóban kikapott a kétszeres világbajnok fehérorosz Vanesza Kaladzinszkajától.